# Piccolo rombidodecaedro
In geometria, il piccolo rombidodecaedro è un poliedro stellato uniforme avente 42 facce - 30 quadrate e 12 decagonali - 120 spigoli e 60 vertici.

## Coordinate cartesiane
Le coordinate cartesiane per i vertici del piccolo rombidodecaedro sono date da tutte le permutazioni pari di:
{\displaystyle \left(\,(1+2\varphi ),\,\pm 1,\,\pm 1\,\right)}
{\displaystyle \left(\,0,\,\pm (1+\varphi ),\,\pm (2+\varphi )\,\right)}
{\displaystyle \left(\,\pm \varphi ,\,\pm \varphi ,\,\pm (1+\varphi )\,\right)}
dove {\displaystyle \varphi ={\tfrac {1+{\sqrt {5}}}{2}}} è la sezione aurea.

## Poliedri correlati
Il piccolo rombidodecaedro, spesso indicato con il simbolo U39, ha la stessa disposizione di vertici del piccolo dodecaedro troncato stellato e di due poliedri composti uniformi, ossia il composto di sei prismi petagrammici e il composto di dodici prismi petagrammici, mentre condivide la posizione degli spigoli con il rombicosidodecaedro, con cui ha in comune la disposizione delle facce quadrate, con il piccolo dodecicosidodecaedro, con cui ha in comune la disposizione delle facce decagonali.
| Rombicosidodecaedro                  | Piccolo dodecicosidodecaedro        | Piccolo rombidodecaedro                |
| Piccolo dodecaedro troncato stellato | Composto di sei prismi petagrammici | Composto di dodici prismi petagrammici |

### Piccolo rombidodecacrono
Il piccolo rombidodecacrono è un poliedro stellato isoedro, nonché il duale del piccolo rombidodecaedro, avente per facce 60 antiparallelogrammi.
Dato un piccolo rombidodecaedro di spigolo pari a 1, immaginando il piccolo rombidodecacrono come composto da 60 facce intersecanti a forma di antiparallelogramma, come riportato nella figura sottostante, di cui solo una parte visibile all'esterno del solido, le facce risultanti hanno due coppie di angoli uguali di ampiezza pari a {\displaystyle \arccos({\frac {5}{8}}+{\frac {1}{8}}{\sqrt {5}})\approx 25,242\,832\,961\,52^{\circ }} e {\displaystyle \arccos(-{\frac {1}{2}}+{\frac {1}{5}}{\sqrt {5}})\approx 93,025\,844\,508\,96^{\circ }}, con il rapporto tra lati lunghi e lati corti pari a {\displaystyle {\frac {1}{2}}+{\frac {1}{2}}{\sqrt {5}}} e le due diagonali che si incontrano con un angolo di {\displaystyle \arccos({\frac {1}{4}}+{\frac {1}{10}}{\sqrt {5}})\approx 61,731\,322\,529\,52^{\circ }}.